# Manuel Gutiérrez de la Concha y Yrigoyen

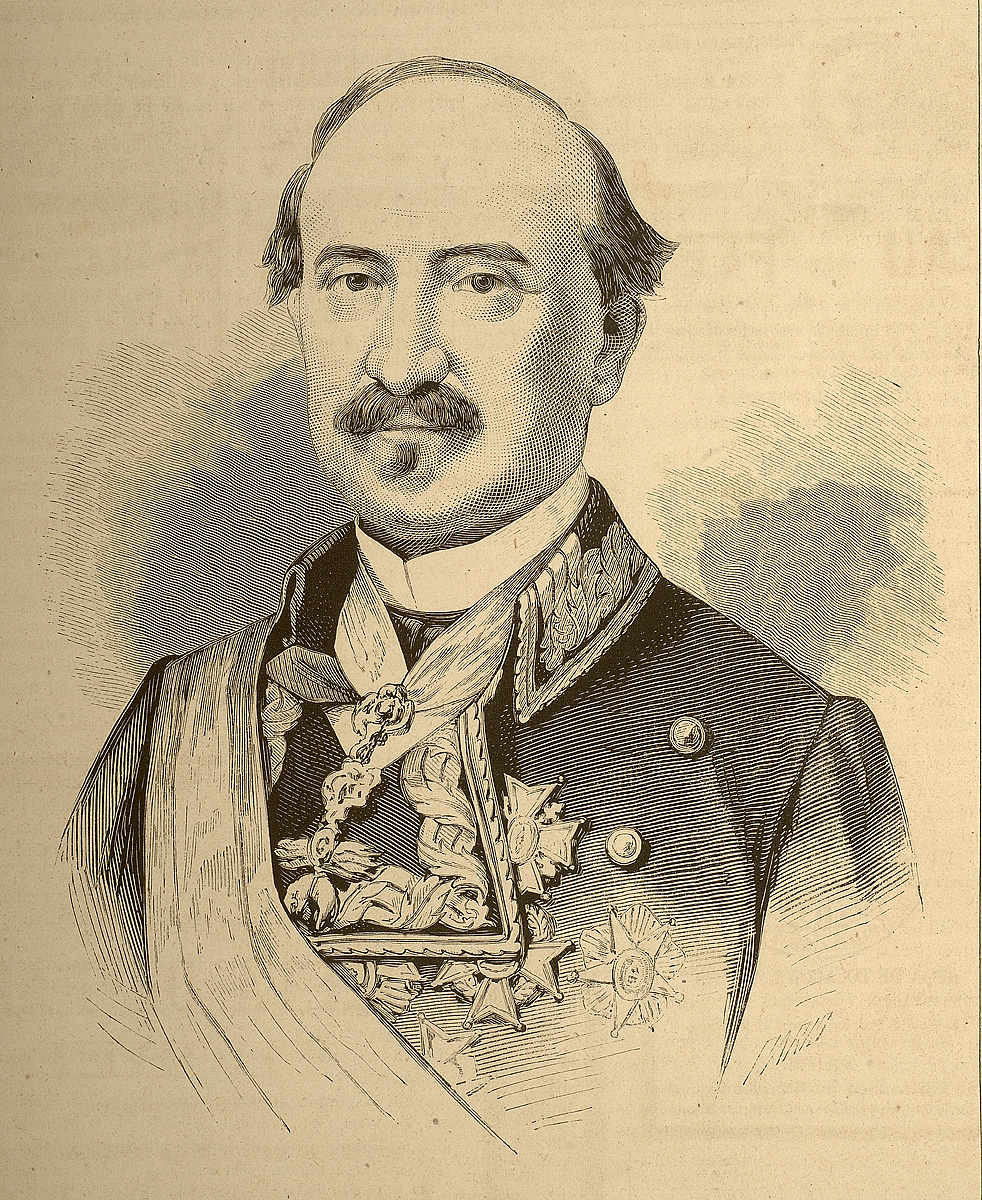
Manuel de la Concha.

Manuel Gutiérrez de la Concha y Yrigoyen, Marquês del Duero (Córdoba de Tucumán, Argentina, 25 de Abril de 1808 — Monte Muro, Estella, 27 de Junho de 1874), mais conhecido na literatura lusófona por Manuel de la Concha, foi um general e político espanhol de tendência liberal-conservadora que se notabilizou no combate contra a insurreição carlista. Comandou as forças espanholas que em 1847 entraram em Portugal, ao abrigo das provisões da Quádrupla Aliança, para pôr fim à guerra civil da Patuleia.

## Biografia
Manuel de la Concha nasceu em Córdoba (Argentina), filho de Juan Gutiérrez de la Concha, oficial de marinha e então governador intendente daquela província argentina. O pai morreu fuzilado como contra-revolucionário na sequência da Revolução de Maio de 1810, tendo em 1864 merecido honras de inumação no panteão dos marinheiros ilustres de Espanha. Após a morte do pai, em 1814, a família fixou residência em Espanha, onde Manuel de la Concha fez os seus estudos preparatórios. Ingressou na Guardia Real em 1820, sendo promovido a alferes em 1825 e a tenente em 1832.
Aderiu à causa de Isabel II de Espanha e ao liberalismo, o que lhe valeu alguns meses de prisão. Tendo-se desencadeado a Primeira Guerra Carlista, distinguiu-se nas acções de Durango, Alsasua e Zuñiga, pelas quais obteve a Cruz de San Fernando. A 6 de Abril de 1836 foi promovido recebeu o seu primeiro comando por valentia demonstrada em combate. Foi sendo promovido, atingindo o posto de tenente-coronel após a conquista de Urrieta, na qual se distinguiu sobremaneira. Na batalha de Belascoain mereceu uma segunda cruz de San Fernando e a promoção a coronel. Foi promovido a brigadeiro (mariscal de campo) em 1840.  Participou então nas campanhas de Arroniz e da costa da Barbária, nas quais mereceu uma terceira cruz de San Fernando.

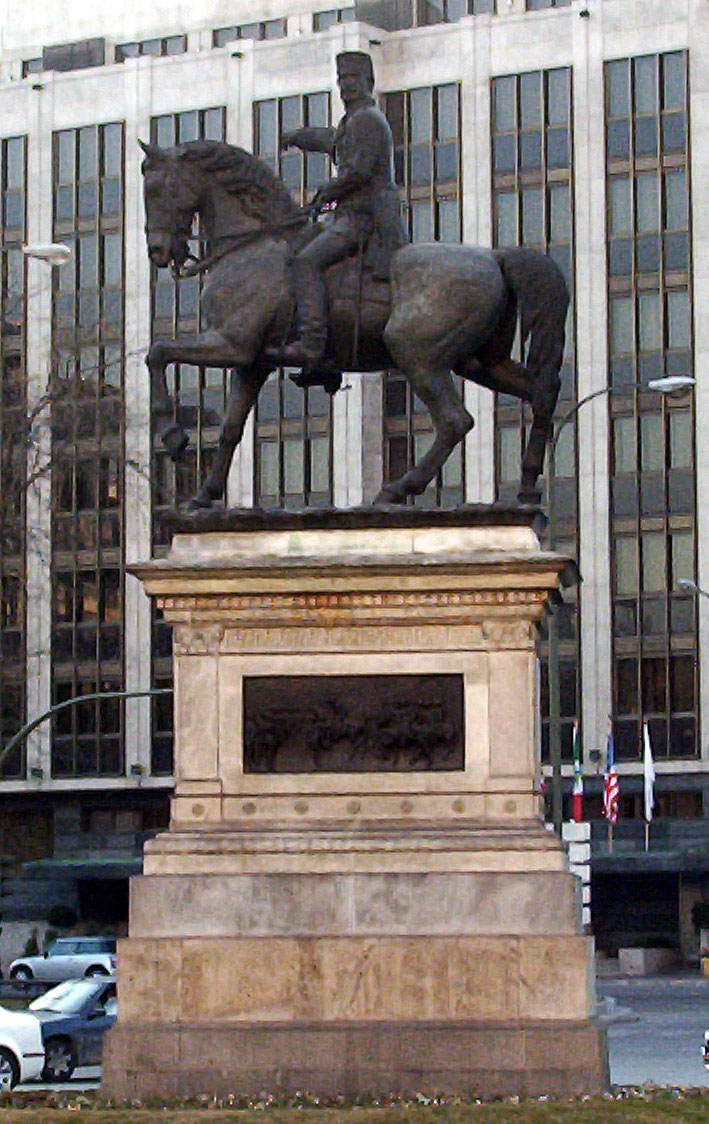
Monumento a Gutiérrez em Madrid (1885).

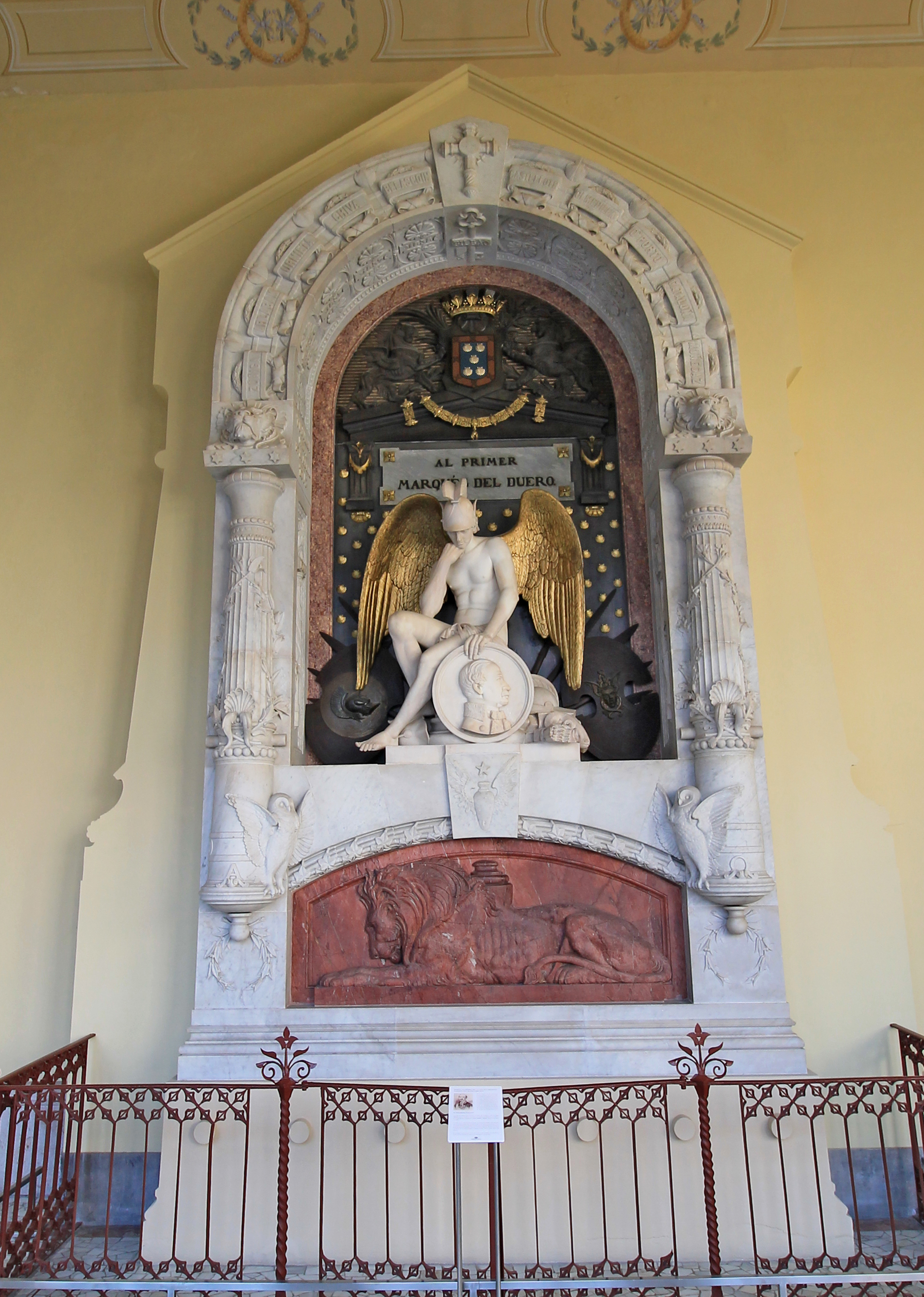
Mausoléu de Gutiérrez em Madrid.

Tendo aderido ao campo liberal mais conservador, foi então nomeado general comandante das províncias de Guadalajara e Cuenca em 1841. Em Outubro desse ano participou, com Diego de León e outros militares e políticos moderados, na tentativa frustrada de derrubar a regência de Baldomero Espartero, razão pela qual teve de se exilar para Florença.
No Verão de 1843 contribuiu activamente para a queda do regente Baldomero Espartero, o que lhe valeu a promoção a tenente-general. Foi então nomeado inspector general de Infantaria pelos moderados então no poder, e depois capitão-general de Castela-a-Velha.
Ocupava este cargo quando em 1847 recebeu ordens para encabeçar uma expedição a Portugal para ajudar a manter o governo de rainha D. Maria II de Portugal. Depois de a 30 de Junho de 1847 ter vencido as forças setembristas comandadas pelo general Francisco Xavier da Silva Pereira, o 1.º conde das Antas, conseguiu restabelecer pela força a autoridade da soberana portuguesa na cidade do Porto. Por esse feito recebeu distinções honoríficas em Portugal e em Espanha, com destaque para o marquesado do Duero, com direito ao estatuto de Grandeza de Espanha de primeira categoria.
Foi nomeado capitão-general da Catalunha, tendo nessa posição conseguido pôr termo em 1849 à revolta dos matiners (catalão para madrugadores) no âmbito da Segunda Guerra Carlista.
Em 1849 comandou o corpo expedicionário espanhol que, em coordenação com tropas francesas comandadas pelo general Nicolas Charles Victor Oudinot, recolocaram o papa Pio IX no trono dos Estados Pontifícios.
Colaborou com o general Leopoldo O'Donnell y Jorris durante o Biénio Progressista, ocupando, entre outros cargos, os de capitão general da Catalunha, deputado às Cortes e presidente da Junta Consultiva de Guerra. Foi capitão general das Duas Castelas durante a União Liberal, mas na década de 1860 distanciou-se da política activa e da vida militar.
Apesar de já septuagenário, a pedido do general Francisco Serrano y Domínguez voltou à actividade militar e política em 1872, convertendo-se num dos mais firmes partidários de Afonso XII de Espanha. A sua grande capacidade e prestígio militar faziam com que fosse considerado o melhor estratega do século XIX espanhol, o que levou a que o governo da Primeira República Espanhola em 1874 lhe entregasse o comando do Tercer Cuerpo del Ejército del Norte, uma unidade crucial para a defesa do regime.
Nos três meses durante os quais esteve no comando da frente carlista do Norte conseguiu vitórias de grande ressonância e significado, com especial relevo para a libertação de Bilbau, em Maio. Preparava o ataque a Estella, a capital simbólica dos carlistas, quando foi vítima de uma bala perdida durante um reconhecimento em Monte Muro, nos arredores daquela cidade, realizado a 27 de Junho de 1874.
Manuel Gutiérrez de la Concha era, com toda a probabilidade, o militar que estava destinado a proclamar, com o apoio popular, a vitória iminente sobre o carlismo e a restauração ao trono espanhol de Afonso XII de Espanha. Devido ao seu falecimento, seria um seu subordinado no Norte, o general Martínez Campos, quem o faria uns meses mais tarde em Sagunto.
Foi o autor de um Proyecto de tactica, obra considerada de grande valia técnica no seu tempo.